# Machine Gun Mama
Machine Gun Mama é um filme estadunidense de 1944, do gênero comédia romântico-musical, dirigido por Harold Young, com roteiro de Sam Neuman.
Foi uma tentativa da Producers Releasing Corporation de apresentar um elenco cômico que pudesse competir com os filmes de Abbott e Costello, da Universal, e da série Road to..., da Paramount, bem como sua entrada no gênero de filmes da política de boa vizinhança para a América Latina. 

## Elenco
- Armida como Nita Cordoba
- El Brendel como Ollie Swenson
- Wallace Ford como John O'Reilly
- Jack La Rue como Jose
- Luis Alberni como Ignacio
- Ariel Heath como a loira
- Julian Rivero como Alberto Cordoba
- Eumenio Blanco como detetive
- Anthony Warde como Carlos